# Atherigona philema
Atherigona philema är en tvåvingeart som beskrevs av Adrian C. Pont och Magpayo 1995. Atherigona philema ingår i släktet Atherigona och familjen husflugor. Inga underarter finns listade i Catalogue of Life.